# Malik iz Pomosa
Malik iz Pomosa je kamnita prazgodovinska skulptura, najdena v bližini ciprske vasi Pomos. Sega v obdobje bakrene dobe, približno v 30. stoletju pred našim štetjem.
Skulptura je razstavljena v Ciprskem muzeju v Nikoziji.

## Simbolika
Skulptura predstavlja žensko z razširjenimi rokami in je bila verjetno uporabljena kot simbol plodnosti. Na Cipru so našli veliko podobnih skulptur. Manjše različice so nosili kot amulete okoli vratu, tako kot nosi ta idol (majhno kopijo) samega sebe.